# Otto Kuschow
Otto Friedrich Karl Kuschow (* 31. Dezember 1890 in Zwenzow; † 20. April 1945 in Nürnberg) war ein deutscher Polizeipräsident und SS-Führer zur Zeit des Nationalsozialismus.

## Leben und Wirken
Kuschow, dessen Vater Forstarbeiter war, absolvierte nach dem Besuch der Volksschule eine Lehre zum Maurer und Zimmerer. Als Zweijährig-Freiwilliger diente er von 1909 bis 1911 bei der Artillerie in der Deutschen Armee und nahm nach einer Ausbildung am Technikum Strelitz von 1914 bis 1918 am Ersten Weltkrieg teil. Nachdem er sich 1917 für eine zwölfjährige Dienstzeit beim Militär verpflichtet hatte, trat er nach Kriegsende Anfang 1919 in den Grenzschutz Ost ein. Im März 1920 wechselte er in den Polizeidienst und war bei der Landespolizei Mecklenburg-Strelitz beschäftigt.
Nach der Machtübergabe an die Nationalsozialisten trat Kuschow zum 1. Mai 1933 in die NSDAP ein (Mitgliedsnummer 2.893.126). Im November 1933 trat er im Majorsrang in den Dienst des Thüringischen Innenministeriums über: Kuschow gehörte dem Stab der Landespolizeigruppe Weimar an, ab 1935 war er bei der Polizeiabteilung im Thüringer Innenministerium eingesetzt, ab Ende 1936 als Inspekteur der uniformierten Polizeikräfte tätig und schließlich als Stellvertreter des Inspekteurs der Ordnungspolizei (IdO) in Kassel (Wehrkreis IX).
Anfang Dezember 1938 wechselte Kuschow zum Polizeipräsidenten Benno Martin nach Nürnberg, wo er zunächst den Kommandeur der Schutzpolizei vertrat und schließlich dieses Amt im Rang eines Obersts selbst übernahm. Am 15. Juli 1942 wurde Kuschow in die SS (SS-Nummer 426.888) im Rang eines SS-Standartenführers übernommen. Nach der Ernennung Martins zum Höheren SS- und Polizeiführer  (HSSPF) Main im Dezember 1942 folgte Kuschow Martin im Amt des Polizeipräsidenten zunächst kommissarisch und ab Juni 1943 offiziell im Amt nach. Zudem war er örtlicher Luftschutzleiter. Am 21. Juni 1943 wurde er zum SS-Oberführer befördert und genau ein Jahr später zum SS-Brigadeführer.
Während der Schlacht um Nürnberg gehörte Kuschow, wie auch Gauleiter Karl Holz, einer Kampfgruppe an und starb mit diesem am 20. April 1945 bei Kämpfen im Palmenhofbunker beim Nürnberger Polizeipräsidium.